# Пакет законов о переходе права собственности на Сбербанк
До 2020 года Сбербанк России принадлежал Центральному банку Российской Федерации (ЦБ РФ или Банку России). В его активах был контрольный пакет обыкновенных акций Сбербанка — 50 % + 1 акция. О довольно неясном правовом статусе Банка России по отношению к Сбербанку указывали страны — члены Организации экономического сотрудничества и развития ещё в 2014 году. ЦБ РФ совмещал в себе одновременно роли акционера, регулятора и надзорного органа.
Дальнейший правовой статус Сбербанка всё больше формализировался: крупнейший банк страны должен перечислять свои дивиденды по акциям на счета ЦБ РФ, однако они перестали зачисляться в доход Банка России, напрямую направляясь в доход федерального бюджета России.
В то же время, с 2017 года, Центральный банк РФ стал показывать убытки из-за проводимой им крупной санации коммерческих банков. По законодательству Российской Федерации, ЦБ РФ должен передавать 75 % своей прибыли в федеральный бюджет России. Из-за сложившейся убыточной ситуации с 2017 года Центральный банк прекратил являться источником доходов для российского бюджета. Убыток ЦБ в 2017 году составил рекордные 435,3 млрд рублей, в 2018-м — 434,7 млрд рублей.
В мае 2019 года Эльвира Набиуллина предложила зачислять дивиденды Сбербанка на счета Центрального банка России, чтобы покрыть часть убытков. Но в декабре того же года она подтвердила, что переговоры ведутся именно о продаже Сбербанка Правительству РФ, и ни о какой передаче по балансовой стоимости речи не идёт. Балансовая стоимость Сбербанка на тот момент составляла лишь 72,9 млрд рублей.
Уже в декабре 2019 года Герман Греф заявил, что не видит проблем в смене акционера Сбербанка и готов работать с Минфином от лица Правительства РФ как с новым собственником. К 2020 году стало понятно, что сделка с контрольным пакетом акций Сбербанка состоится, и он будет продан Правительству РФ. Продажа акций, как следует из официальных источников, должна будет равно отгородить мегарегулятор — ЦБ РФ — от всех участников финансового рынка. Стоимость сделки оценивалась в 2,5 триллиона рублей.

## Федеральный закон Российской Федерации от 18 марта 2020 года № 49-ФЗ

### Сделка между Банком России и Минфином
Сразу после прохождения через Федеральное собрание и подписания Федеральных законов от 18 марта 2020 года № 49-ФЗ и № 50-ФЗ Министерство финансов России получило 50 % акций. Одна акция осталась до 30 апреля, когда было заключено акционерное соглашение между Банком России и Правительством РФ в лице Минфина РФ. Минфин приобрёл бумаги банка по рыночной стоимости за счёт Фонда национального благосостояния (ФНБ). На формирование цены одной обыкновенной акции оказывало влияние средневзвешенная котировка по результатам торгов на Московской бирже в период с 9 марта по 7 апреля 2020 года. Средняя цена составила 189,44 рубля за одну акцию. Полная сумма сделки в итоге составила 2,139 трлн рублей (вместо планируемых 2,55 трлн рублей). Цена акций Сбербанка на Московской бирже «просела» из-за пандемии коронавируса. В день заключения договоров купли-продажи акции подешевели практически на 9 %, в частности, после срыва сделки по ограничению добычи нефти ОПЕК+.
Прибыль от продажи акций Сбербанка правительству в 2020 году составила 1,05 трлн рублей.
В связи с нормой закона "О центральном банке РФ (Банке России)" ежегодно Банк России выплачивает 75 % чистой прибыли в федеральный бюждет России. Но законодатель внёс в данный закон оговорку, согласно которой отступление от общего правила возможно для частного случая. При этом оформляется специальный законодательный акт, в котором оговариваются условия особого зачисления прибыли Банка России в федеральный бюджет. Данный Федеральный закон № 49 (далее — Закон) сформирован на основании абзаца 2 статьи 26 Федерального закона "О Центральном банке РФ (Банке России)" в связи с переходом права собственности на Сбербанк от ЦБ РФ к Правительству РФ.

### Прохождение закона черезФедеральное собрание
Условные обозначения:
335 — количество голосов «За»

2 — количество голосов «Против»

32 — число депутатов Государственной думы (сенаторов Российской Федерации), которые воздержались при голосовании
| № | Процедура принятия закона | ГД                    | СФ                    | Президент РФ                               | Примечания |
| - | --- | --------------------- | --------------------- | ------------------------------------------ | --- |
| 1 | Внесение законопроекта в Государственную думу ― 17 февраля 2020 года                                                               |                       |                       |                                            | |
| 2 | Нулевое чтение. Рассмотрение законопроекта профильным комитетом (по бюджету и налогам) ― 17 февраля                                |                       |                       |                                            | законопроект вынесен на первое чтение |
| 3 | Первое чтение ― 4 марта | 364 42 1              |                       |                                            | Против концепции закона проголосовала партия КПРФ, воздержался депутат от «Единой России» ― Черкесов Леонид Ильич. |
| 4 | Второе чтение (таблица поправок #1 к принятию) Второе чтение (принятие законопроекта «в целом» после внесения поправок) ― 11 марта | 371 0 374 38 1        |                       |                                            | За принятие поправок отдали голоса фракция «Единая Россия» — 321 голос, КПРФ — 41 голос, «Справедливая Россия» — 7 голосов и 2 голоса от Журавлёва Алексея Александровича и Шайхутдинова Рифата Габдулхаковича, независимых депутатов «вне фракций». Фракция ЛДПР не голосовала. Против законопроекта «в целом» — партия КПРФ, воздержался депутат от «Единой России» ― Пинский Виктор Витальевич. |
| 5 | Третье чтение ― 12 марта | 359 43 0 Закон принят |                       |                                            | Против проголосовала вся фракция КПРФ в полном составе, 43 депутата. |
| 6 | Рассмотрение Советом Федерации, 477 заседание — 14 марта                                                                           |                       | 155 3 2 Закон одобрен |                                            | Против проголосовали 3 сенатора: Мархаев Вячеслав Михайлович, Усатюк Валерий Петрович и Иконников Василий Николаевич. Воздержались: сенаторы Варфоломеев Александр Георгиевич и Наговицин Вячеслав Владимирович. Председатель Совета Федерации Матвиенко Валентина Ивановна не участвовала в голосовании.                                                                                          |
| 7 | Прохождение Федерального закона у Президента Российской Федерации                                                                  |                       |                       | Закон подписан 18 марта 2020 года, № 49-ФЗ | Федеральный закон вступил в силу в тот же день, со дня его официального опубликования на официальном Интернет-портале www.pravo.gov.ru |

### Содержание закона[21]
|  | В Викитеке есть полный текст: Федеральный закон от 23.11.2020 № 384-ФЗ |

|  | В Викитеке есть полный текст: Федеральный закон от 25.05.2020 № 160-ФЗ |

## Федеральный закон Российской Федерации от 18 марта 2020 года № 50-ФЗ

### ПраваминоритариевСбербанка и его вкладчиков
На момент принятия Закона в свободном обращении находилось 48 % акций, в том числе 45 % — у нерезидентов. При продаже контрольного пакета акций Центробанк с Минфином заключили акционерное соглашение по защите прав миноритариев и участников сделки. По закону правительство должно было предложить миноритариям продать свои бумаги, так как оно становится главным держателем пакета акций. Однако данную процедуру осуществил Банк России, то есть продавец. 30 % акций миноритариев Центробанк передал Правительству РФ первым траншем (по действующему  законодательству, покупатель более чем 30 % акций обязан сделать публичную оферту другим акционерам).
В представленном Законе правительство прописало исключения, освобождающее его от обязанности делать оферту миноритариям. После этих шагов сделки по продаже остальной части пакета акций миноритариев не составили никакой сложности. Предложение миноритарным акционерам о выкупе акций состоялось при продаже первой части пакета по цене, аналогичной цене продажи Банком России Правительству РФ.
В плане владения акций и вкладов в Сбербанке для обычных граждан ничего не поменялось. Смена главного акционера никак не повлияла на гарантии государства миноритарным акционерам и гражданам, хранящим свои сбережения в Сбербанке.

### Средства ФНБ на выкуп акций Сбербанка
Ликвидная часть Фонда национального благосостояния (ФНБ) в 2020 году составляла 143 млрд $. По условиям сделки, выкуп Правительством РФ обыкновенных акций Сбербанка происходит постепенно, за счёт средств ФНБ. По курсу доллара в момент подписания сделки ликвидная часть ФНБ была равна 9,16 трлн рублей или 8,1 % ВВП за 2020 год. Показатель годового ВВП играет ключевую роль в вопросе бюджетного правила. Если ликвидная часть ФНБ превышает 7 % ВВП в 2020 году, то процентная разница (8,1 % — 7 %) идёт на  покупку акций Сбербанка России. В 2020 году ликвидные средства ФНБ были равны 8,1 % ВВП. Следовательно, из фонда благосостояния на инфраструктурные проекты в 2020 году могли идти 1,1 % ВВП, что соответствует 800—900 млрд рублей.

### Финансирование социальных инициатив
Сделка по выкупу Сбербанка в конечном счете могла оказаться скрытым источником финансирования социальных инициатив президента Владимира Путина. Постепенно Центральный банк отдаст бюджету 1,25 трлн рублей. До 350 млрд руб. будет направлено в 2020 году, до 300 млрд — в 2021 году, в 2022 году сумма вырастет до 400 млрд, а оставшиеся 200 млрд рублей бюджет получит в 2023 году. Эти деньги помогут правительству профинансировать социальные обещания Путина стоимостью 4 трлн рублей до 2024 года, фактически используя для этого средства ФНБ в обход бюджетного правила. Возможности тратить напрямую накопленные в фонде нефтегазовые доходы ограничены бюджетным правилом, но через ЦБ деньги вернутся в бюджет уже в виде ненефтегазовых доходов и могут быть направлены на любые расходы, в том числе и социальные.

### Прохождение закона черезФедеральное собрание
335 — количество голосов «За»

2 — количество голосов «Против»

32 — число депутатов Государственной думы, сенаторов Российской Федерации, которые воздержались при голосовании
| № | Процедура принятия закона                                                                                                  | ГД                    | СФ                  | Президент РФ                              | Примечания |
| - | --- | --------------------- | ------------------- | ----------------------------------------- | --- |
| 1 | Регистрация законопроекта в Государственной думе ― 17 февраля 2020 года                                                    |                       |                     |                                           | |
| 2 | Нулевое чтение в профильном комитете (Комитет ГД по природным ресурсам, собственности и земельным отношениям) ― 17 февраля |                       |                     |                                           | законопроект вынесен на первое чтение |
| 3 | Первое чтение ― 4 марта | 367 42 0              |                     |                                           | Против концепции закона голосовала партия КПРФ — 42 депутата |
| 4 | Второе чтение (таблица поправок #1 к принятию) Второе чтение (голосование «в целом» после внесения поправок) ― 11 марта    | 366 0 377 41 0        |                     |                                           | «За» поправки голосовали: «Единая Россия» — 321 голос, КПРФ — 39 голосов, СРЗП — 4 голоса, одномандатники вне фракций — 2 голоса. Фракция ЛДПР за таблицу поправок не голосовала. Партия КПРФ проголосовала против законопроекта «в целом» — 41 голос.              |
| 5 | Третье чтение ― 12 марта                                                                                                   | 366 37 1 Закон принят |                     |                                           | В заключительном чтении голоса распределились следующим образом: «за» — 313 голосов от фракции «Единая Россия», 3 голоса от КПРФ, 36 — от ЛДПР, 13 — от СРЗП. «Против» — партия КПРФ — 37 голосов. Воздержался депутат вне фракций Шайхутдинов Рифат Габдулхакович. |
| 6 | Рассмотрение в Совете Федерации, 477 заседание ― 14 марта                                                                  |                       | 155 3 Закон одобрен |                                           | «Против» проголосовали сенаторы Мархаев Вячеслав Михайлович, Усатюк Валерий Петрович и Иконников Василий Николаевич. Воздержались — Варфоломеев Александр Георгиевич, Смирнов Виктор Владимирович и Наговицин Вячеслав Владимирович.                                |
| 7 | Прохождение Федерального закона у Президента Российской Федерации                                                          |                       |                     | Закон подписан 18 марта 2020 года № 50-ФЗ | Вступил в силу 18 марта 2020 года. Опубликован на официальном ресурсе Интернет-портале www.pravo.gov.ru |

### Содержание закона[31]
| №  | Статья | Часть статьи   | Комментарий к нормам закона | Примечания |
| -- | ------ | -------------- | --- | --- |
| 1  | 1      | Первая         | Центральный банк России отчуждает принадлежащие ему обыкновенные акции публичного акционерного общества «Сбербанк России» (далее — Сбербанк) путём их продажи Правительству Российской Федерации в лице Министерства финансов РФ. | |
| 2  | 1      | Вторая         | Продажа обыкновенных акций Сбербанка осуществляется Банком России по средневзвешенной цене этих акций, определённой по результатам организованных торгов за установленный в первом договоре купли-продажи этих акций период, не превышающий тридцати дней, предшествующих дате заключения указанного договора. | Для сделки бралась средневзвешенная цена по результатам торгов на Московской бирже с 9 марта по 7 апреля 2020. Средняя цена составила 189,44 рубля за одну акцию. |
| 3  | 1      | Третья         | Приобретение Правительством РФ обыкновенных акций Сбербанка осуществляется в рамках размещения средств Фонда национального благосостояния. Права акционера по приобретённым ценным бумагам от имени Правительства РФ реализует Минфин России. Передача обыкновенных акций Сбербанка Правительству РФ в лице Минфина России осуществляется только после перечисления Банку России денежных средств в оплату соответствующего пакета акций по договору купли-продажи. | Доход российского бюджета в 2020 году от продажи контрольного пакета акций Сбербанка правительству составил 1,05 триллиона рублей. Деньги перевели на счет до 1 июня. Ещё более 500 миллиардов рублей поступили в виде прав требования. Средства направили в резервный фонд правительства. |
| 4  | 1      | Четвёртая      | При отчуждении Банком России обыкновенных акций Сбербанка Минфину не действуют положения федеральных законов о: 1) получении предварительного (последующего) согласия Банка России на приобретение акций (долей) банка 2) получении согласия ФАС России на сделку с акциями (долями) банка (также не требуется направлять уведомление в ФАС России о сделке) 3) уведомлении Сбербанка и Банка России об изменении долей по голосующим акциям, составляющих уставный капитал Сбербанка России 4) приобретении тридцати и более процентов обыкновенных акций публичного акционерного общества. | |
| 5  | 1      | Пятая          | Правительство России в лице Минфина, а также Банка России (далее — стороны) заключают акционерное соглашение по обыкновенным акциям Сбербанка в целях обеспечения прав и законных интересов участников корпоративных отношений: миноритарных акционеров, директоров корпоративного управления и служащих Центрального банка РФ. Соглашение предусматривает участие сторон в осуществлении корпоративного управления Сбербанком на следующих условиях: 1) кандидаты, выдвигаемые сторонами в наблюдательный совет Сбербанка в качестве независимых директоров, должны соответствовать критериям независимого директора, установленным правилами организатора торговли, которым осуществлён листинг обыкновенных акций ПАО Сбербанк. 2) до момента отчуждения Банком России всех обыкновенных акций Сбербанка в состав его наблюдательного совета на общем собрании акционеров выдвигаются и избираются голосованием сторон до пяти кандидатов. Кандидаты должны быть государственными служащими, лицами от Правительства РФ, служащими Банка России. В указанное количество включаются не менее одного кандидата из числа госслужащих и не менее одного кандидата из числа служащих Банка России. Соотношение количества госслужащих, уполномоченных лиц от Правительства Российской Федерации, и служащих Банка России определяется с учётом количества обыкновенных акций Сбербанка между сторонами по состоянию на 1 января соответствующего календарного года. 3) после отчуждения Банком России всех обыкновенных акций Сбербанка в состав его наблюдательного совета на общем собрании акционеров выдвигаются и избираются до четырёх кандидатов голосованием Правительства РФ в лице Минфина. В состав кандидатов должен быть включён один служащий Банка России. 4) в состав наблюдательного совета Сбербанка выдвигается и избирается голосованием сторон на общем собрании акционеров Сбербанка один представитель исполнительного органа Сбербанка. 5) госслужащие, лица, действующие в интересах Правительства Российской Федерации, самостоятельны в принятии решений и голосовании по вопросам повестки дня заседания наблюдательного совета Сбербанка, за исключением случаев, когда Правительством РФ даны указания по голосованию определённым образом в исполнении его постановлений и распоряжений по вопросам, перечень которых определён акционерным соглашением. | ФНБ в силу бюджетного правила не может сразу выкупить все обыкновенные акции Сбербанка России. Покупка акций идёт несколькими траншами. В связи с этим правилом, законодатель разграничил временные рамки до и после окончательного выкупа акций. Согласно пункту 2 части пятой статьи 1 Закона, в состав совета директоров (наблюдательного совета) до момента выкупа всех акций входят 5 человек: один служащий Банка России, один госслужащий, два уполномоченных от Правительства РФ и один представитель Сбербанка. Согласно пункту 3 части пятой статьи 1 Закона, в состав совета директоров (наблюдательного совета) после отчуждения всех акций входят 4 человека. В состав наблюдательного совета должен быть включён служащий Центрального банка (Банка России). Согласно пункту 4 части пятой статьи 1 Закона, в состав совета директоров (наблюдательного совета) должен быть включён представитель Сбербанка до и после продажи всех акций. |
| 6  | 1      | Шестая         | Акционерное соглашение заключается в течение одного месяца после передачи Банком России обыкновенных акций Сбербанка Правительству Российской Федерации в лице Минфина на основании первого договора купли-продажи этих акций. | Первый договор купли-продажи был заключён 8 апреля 2020 года. 30 апреля было заключено акционерное соглашение между Банком России и Правительством РФ в лице Минфина РФ. |
| 7  | 1      | Седьмая        | Акционерное соглашение действует с момента его заключения и до истечения трёх лет с момента отчуждения Банком России всех обыкновенных акций Сбербанка, принадлежащих ему на день вступления в силу настоящего Федерального закона. | Акционерное соглашение действовало до 30 апреля 2023 года. Последняя акция ПАО Сбербанк, принадлежавшая Банку России, передана Правительству Российской Федерации 30 апреля 2020 года. |
| 8  | 2      | —              | По решению совета директоров (наблюдательного совета) общее собрание акционеров Сбербанка в 2020 году может быть проведено в форме заочного голосования. | В связи с пандемией коронавируса в России в 2020 году законодатель прописал соответствующую норму в статье 2 Закона, предотвращающую скопление людей в помещениях. |
| 9  | 3      | —              | Признать утратившими силу: 1) часть шестую статьи 46 Федерального закона Российской Федерации от 10 июля 2002 года № 86-ФЗ «О Центральном банке Российской Федерации (Банке России)» 2) статью 5 Федерального закона Российской Федерации от 13 октября 2008 года № 173-ФЗ «О дополнительных мерах по поддержке финансовой системы Российской Федерации» 3) статью 2 Федерального закона Российской Федерации от 2 июня 2016 года № 177-ФЗ «О внесении изменений в статьи 1 и 38 Федерального закона „Об инвестиционных фондах“ в связи с принятием Федерального закона „О Российском Фонде Прямых Инвестиций“» | С 1 января 2024 года утратили силу: 1) часть шестая статьи 46 указанного закона, где говорится о праве Банка России предоставлять субординированные кредиты (депозиты, займы, облигационные займы) Сбербанку России. 2) статья 5 указанного закона, которая полностью посвящена условиям, срокам и возможностям продления финансовой поддержки Центробанком Сбербанка России. С 2024 года данные нормы становятся неактуальными. 3) в статье 2 указанной поправки к закону речь идёт о том, что Банк России вправе осуществить конвертацию денежных требований (в том числе удостоверенную ценными бумагами) к государственной корпорации «Внешэкономбанк» в субординированный кредит на сумму до 212,6 млрд рублей. В связи с передачей денежных требований от Центробанка к казначейству РФ, данная статья утрачивает силу. |
| 10 | 4      | Первая, вторая | 1. Настоящий Федеральный закон вступает в силу со дня его официального опубликования, за исключением статьи 3. 2. Статья 3 настоящего Федерального закона вступает в силу с 1 января 2024 года. | Федеральный закон «О приобретении Правительством Российской Федерации у Центрального банка Российской Федерации обыкновенных акций публичного акционерного общества „Сбербанк России“ и признании утратившими силу отдельных положений законодательных актов Российской Федерации» вступил в силу 18 марта 2020 года, кроме статьи 3. Нормы законов, перечисленные в статье 3, утратили силу с 1 января 2024 года. |